# ایان بیتی
ایان بیتی (انگلیسی: Ian Beattie؛ زادهٔ ۳ مارس ۱۹۶۵) بازیگر اهل ایرلند شمالی است. وی از سال ۱۹۹۵ میلادی تاکنون مشغول فعالیت بوده‌است.
از فیلم‌ها و مجموعه‌های تلویزیونی که وی در آن نقش داشته‌است، می‌توان به بستن حلقه، اسکندر، دکتر هو، بازی تاج‌وتخت، تودورها و وایکینگ‌ها اشاره کرد.